# 新三種混合ワクチン
新三種混合ワクチン（しんさんしゅこんごうワクチン）とは、麻疹（measles）、流行性耳下腺炎（おたふく風邪、mumps）、風疹（rubella）の三種の弱毒化ウイルスが混合された3価生ワクチンで、頭文字からMMRワクチンと呼ばれる。日本では後述のワクチン禍を引き起こしたことから承認が取り消されたため、現在生産されている国産MMRワクチンは無い。

## 概要
日本では、1988年（昭和63年）から1993年（平成5年）まで予防接種が実施されていた。しかし、大阪大学微生物病研究所の占部株ムンプスワクチンによる無菌性髄膜炎発生率が高い事が問題となり、接種中止となった。1993年4月、占部株の製造企業に立ち入り調査が行われた結果、細胞培養法のみが承認されていたが、無許可で1989年1月から細胞培養法＋羊膜培養法に変更していたことがわかった。2006年（平成18年）4月から、副反応が問題となった占部株ムンプスワクチンを除いた、麻疹・風疹混合（MR）ワクチンの予防接種が開始された。世界では、グラクソ・スミスクラインの商品名 Priorix が有名なMMRワクチンである。 
日本で輸入のMMRワクチンを接種することは、国立国際医療研究センター病院など薬監証明を取ったトラベルクリニックの自由診療で予防接種が可能で、日本の医薬品医療機器総合機構による医薬品副作用被害救済制度は適用されないが、輸入ワクチン副作用被害者補償制度（輸入商社による補償制度）の対象となる。
アメリカ合衆国においては、1971年から一般的に行われており、現在では改良された混合ワクチンが利用されている。さらに2005年には、アメリカ食品医薬品局（FDA）が、麻疹・流行性耳下腺炎・風疹・水痘-帯状疱疹の4価ワクチン（MMRV、Vは varicella-zoster の頭文字）の予防接種を認可している。

## ランセットでの自閉症論文掲載と抹消
1998年、新三種混合ワクチンの接種と自閉症の発症との間に「関係性があると指摘する論文」が、医学雑誌『ランセット』に発表され、イギリス・アメリカ合衆国・カナダ・オーストラリア・ニュージーランドにおいて、ワクチン接種が激減し、麻疹に感染する子供が増加した。2010年1月、イギリスの医事委員会（General Medical Council）は、論文に問題があることを指摘し、ワクチンと自閉症の関連性が全否定された。
『ランセット』は、捏造された虚偽のデータに基づく科学における不正行為であるとして、2010年2月2日に論文を抹消し、イギリス政府は主著者であるアンドリュー・ウェイクフィールドの医師免許を剥奪するという懲戒処分に至った。
2011年に追調査が行われ、詐欺であったことを裏付ける論文が発表されている。
関連性が全否定された後でも、論文の影響は根強く残り続けた。イタリアではワクチンを受ける子供が減少した結果、麻疹の発症が3倍に増えるという余波が見られ、それにより未接種者は義務教育を受けられない法律が施行された。